# Leonida Gragnano Futsal
L'Associazione Sportiva Dilettantistica Leonida Gragnano Futsal, nota semplicemente come Gragnano Calcio a 5 e talvolta Aequa Gragnano, è stata una squadra italiana di calcio a 5 con sede a Gragnano.

## Storia

### Città di Gragnano
Fondata nel 1992 da Flavio Amore come Gragnano Five, è stata tra le prime società della Campania a praticare il calcio a 5. Nella stagione del debutto nel campionato regionale la squadra manca gli spareggi promozione per una rete in meno nella classifica avulsa. Nelle stagioni seguenti, sotto la gestione di Agostino Malafronte, l'obiettivo del Gragnano Five è principalmente quello di mantenere la categoria; solo nel 1997, con l'acquisizione della società da parte di Francesco Longobardi, si inizia a programmare la promozione in Serie B. La società, divenuta nel frattempo Città di Gragnano C5, si stabilizza nelle zone alte della classifica finché nella stagione 2000-01 giunge la vittoria del campionato con un notevole margine sulla seconda classificata. Nell'ottica dell'esordio nei campionati nazionali la società si rafforza con l'ingresso di Patrizio Cesarano (eletto presidente insieme a Longobardi) e Antonio De Angelis. Nella prima stagione in Serie B la società raggiunge la salvezza all'ultima giornata. Tuttavia l'insorgere di incomprensioni tra i soci comporta la cessione del titolo sportivo al Pompei. Dopo una stagione di inattività, Francesco Longobardi e Antonio De Angelis rilevano il titolo sportivo della Tigrotti Giugliano e rifondano la società. Al primo campionato di C1, arriva l'immediata promozione grazie alla vittoria dei play-off nazionali. Nella stagione 2004-2005 il Gragnano raggiunge una salvezza tranquilla, classificandosi al settimo posto del girone F. Si registrano gli ingressi nella dirigenza di Antonio Pepe, Raffaele Caso e Vincenzo Longobardi i quali rendono possibile la costruzione di una rosa ambiziosa, che nel giro di un biennio centrerà il primo titolo nazionale della società ovvero la Coppa Italia di Serie B. Dopo aver sconfitto in semifinale i favoriti padroni di casa del Kaos Futsal, i campani si ripetono in finale contro l'Atlante Grosseto, superato per 2-0 grazie alle reti di Anderson Faoro e Alan Schmitt.

### Il trasferimento a Vico Equense
Con il proposito di perseguire un miglioramento non solo tecnico ma anche di immagine, per la stagione 2007-08 la dirigenza decide di abbandonare il campo in erba sintetica all'aperto di Gragnano e trasferire la prima squadra nel palazzetto dello sport di Vico Equense. Nell'occasione, la società affianca alla denominazione ufficiale quella di Aequa Gragnano,  in omaggio alla città vicana. La squadra disputa un campionato di sofferenza, evitando i play-off di un solo punto. Nella stagione seguente si registra la fusione con il Leonida Gragnano Five, allora militante in Serie D, e il conseguente cambio di denominazione in Leonida Gragnano Futsal. Il nome per la stampa ed i media rimane Aequa Gragnano, poiché la prima squadra continua a giocare le partite interne a Vico Equense. L'iniezione di nuova linfa porta i suoi frutti: in campionato la squadra dà vita insieme a Licogest Vibo e Real Reggio a un appassionante corsa a tre per il primo posto, mentre in Coppa Italia raggiunge agevolmente la prima edizione in assoluto della final eight di categoria, ospitata proprio dalla società gragnanese presso il palazzetto dello sport di Cercola. La stagione si conclude tuttavia in maniera deludente. In campionato è la Licogest a ottenere la promozione in Serie A2 e a nulla servono i play-off, nei quali la squadra si arrende in semifinale alla maggior esperienza del Marcianise. Medesimo epilogo riserva la final eight di Coppa Italia, nella quale i gialloblu sono eliminati in semifinale da una sorprendente Reggiana, considerata alla vigilia della manifestazione tra le squadre meno attrezzate. In virtù dei risultati sportivi ottenuti, in estate la società richiede e ottiene il ripescaggio in Serie A2.

### La Serie A2 e la rivalità con il Real Reggio
Al debutto nella seconda categoria nazionale la Leonida Gragnano ottiene la salvezza superando nei play-out il Real Reggio; la sostanziale parità tra le due compagini (separate da 1 punto in classifica al termine della stagione regolare) si riflette nello spareggio, deciso solamente ai tempi supplementari in favore dei campani.
Il copione si ripete nella stagione seguente: la squadra conclude la stagione regolare al decimo posto, affrontando nuovamente il Real Reggio (che aveva rilevato il titolo sportivo della Licogest Vibo) nei play-out. Sconfitti nella gara di andata per 2-0, in quella di ritorno i gragnanesi impattano la serie, vincendo a loro volta per 2-0 e imponendosi quindi nei tempi supplementari con il risultato di 4-0. Gli incidenti avvenuti durante e al termine della partita, innescati dai sostenitori della formazione campana, furono pesantemente sanzionati dalla Giustizia Sportiva che comminò alla società 9 punti di penalizzazione nonché l'obbligo di disputare le gare in campo neutro per l'intera stagione 2012-13. Le incertezze legate all'obbligo di giocare a oltre 100 km di distanza e la difficoltà nel reperimento di un campo di gioco adeguato convinsero i vertici societari a non iscrivere la squadra e abbandonare il calcio a 5.

## Statistiche e record

### Partecipazioni ai campionati nazionali
| Livello | Categoria | Partecipazioni | Debutto   | Ultima stagione |
| ------- | --------- | -------------- | --------- | --------------- |
| 2º      | Serie A2  | 2              | 2009-2010 | 2010-2011       |
| 3º      | Serie B   | 6              | 2001-2002 | 2008-2009       |

## Palmarès

### Competizioni nazionali
- Coppa Italia di Serie B: 1

2006-2007